# Ignatius Kung Pin-mei
Ignatius Kung Pin-mei, né le 2 août 1901 à Pudong en Chine et décédé le 12 mars 2000 à Stamford (Connecticut, États-Unis), était un prêtre puis évêque du diocèse de Shanghai en 1950. Arrêté en 1955 comme « agent du Vatican » il passe la plus grande partie de sa vie en prison. Il est créé cardinal (in pectore) en 1979. Libéré en 1988, il passe les dernières années de sa vie aux États-Unis. 

## Biographie
Né dans une famille chinoise catholique de Zikawei (un quartier de Shanghai), Ignatius Kung Pin-mei fait ses études chez les jésuites français du collège Saint-Ignace de Shanghai. avant d'entrer en séminaire en 1920.

### Prêtre
Ignatius Kung Pin-mei est ordonné prêtre le 28 mai 1930.

### Évêque
Nommé évêque de Suzhou le 9 juin 1949, il est consacré le 7 octobre suivant par le cardinal Antonio Riberi qui était alors nonce apostolique en Chine.
Il devient évêque de Shanghai le 15 juillet 1950 (premier évêque d'origine chinoise de Shanghai) et le restera (officiellement) pendant un demi-siècle. 
Le 8 septembre 1955, Ignatius Kung Pin-mei est arrêté, en même temps que plus de 300 prêtres et fidèles de Shanghai, par les autorités communistes, sous l'accusation d'« activités contre-révolutionnaires ». Il est condamné à la prison à perpétuité.  Après 30 ans d'emprisonnement, Ignatius Kung Pin-mei est relâché mais reste en résidence surveillée jusqu'à janvier 1988.

### Cardinal
Il est créé cardinal in pectore par le pape Jean-Paul II lors du consistoire du 30 juin 1979. Sa création n'est annoncée publiquement que 12 ans plus tard, lors du consistoire du 28 juin 1991 où il reçoit le titre de cardinal-prêtre de S. Sisto.
Il était devenu le cardinal le plus âgé du Sacré Collège à la mort du cardinal italien Ferdinando Giuseppe Antonelli le 12 juillet 1993. À son décès le 12 mars 2000, c'est l'italien Corrado Bafile qui lui succède comme cardinal le plus âgé.
Il meurt aux États-Unis à Stamford (Connecticut) le 12 mars 2000.

## Source
- (en) Fiche sur catholic-hierarchy.org